# 新竹縣 (日治時期)
新竹縣是臺灣日治初期（1897年至1898年）「六縣三廳」階段短暫存在的一個縣級行政區劃。在1897年（明治三十年）6月10日創立之際，係由「三縣一廳」時期的臺北縣新竹支廳與臺中縣苗栗支廳合併而成，轄區包含清治末期的新竹縣及苗栗縣，約當今之桃園市西半部、新竹縣、新竹市、苗栗縣及臺中市西北部。
1898年（明治三十一年）6月18日，六縣三廳整併回「三縣三廳」，新竹縣廢止。

## 行政區劃
新竹縣在1897年6月10日成立，並同時設立7處辨務署；同年10月14日，北埔辨務署遷到樹圯林街，並改為「樹圯林辨務署」。1898年6月18日，新竹縣原苗栗縣地區併入臺中縣，而苑里辨務署併入大甲辨務署。新竹縣其餘地區併入臺北縣，而樹圯林、頭份辨務署併入新竹辨務署。
| 1897年6月 | 1897年6月  | 1897年6月 | 1897年6月        | 1898年6月 | 1898年6月  |
| 縣        | 辨務署     | 位置      | 管轄堡里         | 縣        | 辨務署     |
| --------- | ---------- | --------- | ---------------- | --------- | ---------- |
| 新竹縣    | 新竹辨務署 | 新竹城內  | 竹北一堡（部分） | 臺北縣    | 新竹辨務署 |
| 新竹縣    | 北埔辨務署 | 北埔街    | 竹北一堡（部分） | 臺北縣    | 新竹辨務署 |
| 新竹縣    | 頭份辨務署 | 頭份街    | 竹南一堡         | 臺北縣    | 新竹辨務署 |
| 新竹縣    | 新埔辨務署 | 新埔街    | 竹北二堡         | 臺北縣    | 新埔辨務署 |
| 新竹縣    | 苗栗辨務署 | 苗栗街    | 苗栗一堡         | 臺中縣    | 苗栗辨務署 |
| 新竹縣    | 苑里辨務署 | 苑里街    | 苗栗二堡         | 臺中縣    | 大甲辨務署 |
| 新竹縣    | 大甲辨務署 | 大甲街    | 苗栗三堡         | 臺中縣    | 大甲辨務署 |

## 歷任首長

### 縣知事
| 任次 | 姓名   | 任期                         | 備註           |
| ---- | ------ | ---------------------------- | -------------- |
| 1    | 櫻井勉 | 1897年6月10日－1898年6月18日 | 調回日本本土。 |

### 辨務署長
- 新竹辨務署長：家永泰吉郎
- 樹圯林辨務署長：木戶有直（1897年10月8日~）[3]
- 頭份辨務署長：金子源治（1897年8月~）[4]
- 新埔辨務署長：足立忠八郎（1897年8月~）[4]
- 苗栗辨務署長：鳥居和邦（1897年7月2日~）[5]、家永泰吉郎（兼任，1898年3月30日~）[6]
- 苑里辨務署長：淺井元齡（1897年8月~）[4]
- 大甲辨務署長：熊谷直亮（1897年8月~）[4]